# Afera korupcyjna w FIFA (2015)
Afera korupcyjna w FIFA – skandal sportowy, który miał miejsce w 2015 roku. Prokuratorzy federalni Stanów Zjednoczonych ujawnili przypadki korupcji ze strony działaczy i współpracowników związanych z Międzynarodową Federacją Piłki Nożnej (FIFA), organem zarządzającym światową piłką nożną, futsalem i plażową piłką nożną. Przedstawiciele organizacji mieli otrzymywać korzyści finansowe w zamian za oddanie głosów na gospodarzy turniejów w 2018 i 2022 roku oraz podpisywanie umów z nabywcami praw telewizyjnych i marketingowych.

## Przebieg zdarzeń

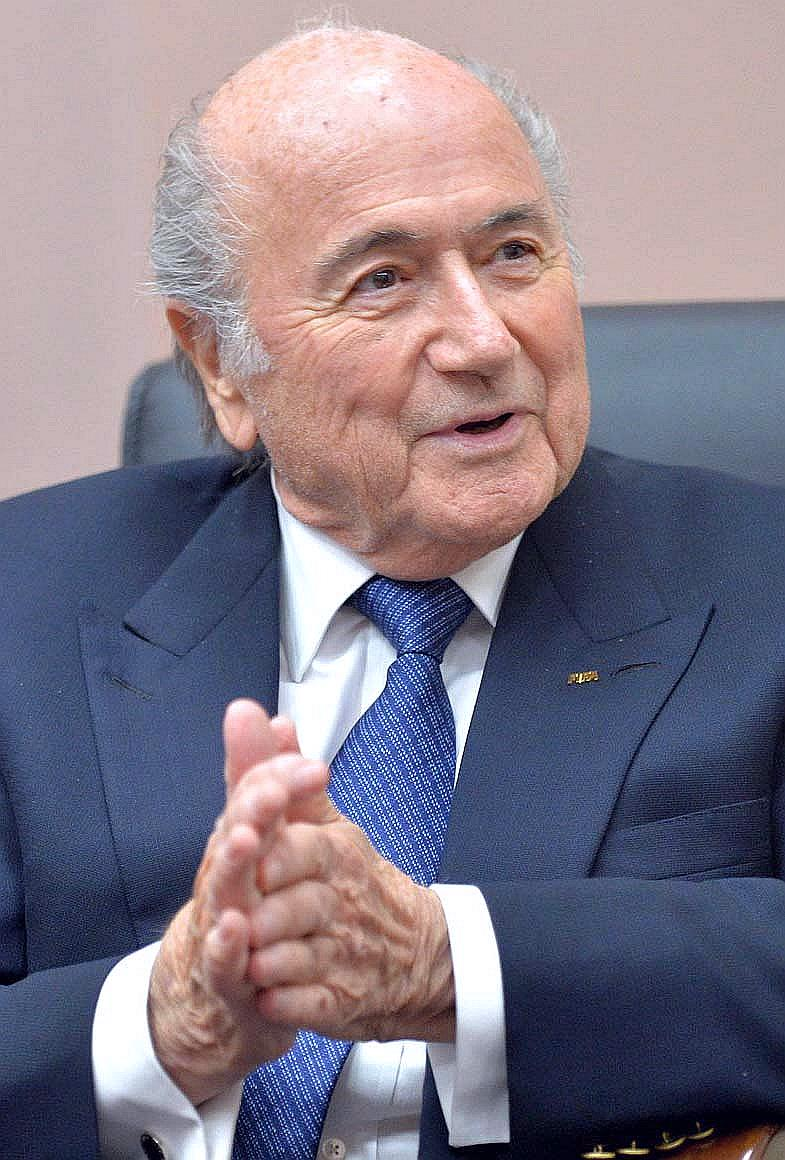
Joseph Blatter (2015)

W 2014 roku FIFA wszczęła wewnętrzne śledztwo. Przeprowadzone zostało pod kierownictwem zdyskwalifikowanego prezydenta organizacji, Szwajcara Josepha Blattera. Wówczas nie dopatrzono się nadużyć ze stron decydentów rosyjskich i katarskich. W toku późniejszego postępowania przez organy amerykańskie ponownie postawiono zarzuty Rosjanom i Katarczykom.
Afera rozpoczęła się w 2015 roku, kiedy w hotelu Baur au Lac w Zurychu zatrzymano grupę prominentnych działaczy centrali FIFA, którym zarzucono korupcyjne praktyki. 

### Oskarżeni
W 2020 roku prokuratura Stanów Zjednoczonych postawiła zarzuty członkom Rada Międzynarodowej Federacji Piłki Nożnej. Według ustaleń amerykańskiego organu w 2010 roku podczas przeprowadzonego głosowania na gospodarzy mistrzostw świata w 2018 i 2022 roku wsparli oni kandydatury Rosji i Kataru w zamian za przekazanie łapówek.
Amerykański Departament Sprawiedliwości postawił zarzuty m.in. byłemu wiceprezydentowi FIFA, Jackowi Warnerowi, a także członkom południowoamerykańskiej Rady (wcześniej Komitet Wykonawczy), Brazylijczykowi Ricardo Teixeirze i Paragwajczykowi Nicolásowi Leozowi (zmarł w 2019 r.). W przedstawionych dokumentach była mowa również o prezesie Piłkarskiej Federacji Gwatemali Rafaelu Salguero oraz jednej osobie, która także zasiadała w Komitecie Wykonawczym (obecnie Rada FIFA), ale jej tożsamość nie została podana do publicznej wiadomości.
Według ustaleń Warner miał otrzymać kwotę 5 milionów USD (w ponad 20 ratach), w czym miało pośredniczyć 10 różnych przedsiębiorstw. W zamian miał on zagłosować na kandydaturę Rosji jako organizatora mundialu w 2018 roku. Także Salguero miał otrzymać w tym samym celu korzyści finansowe, która miała opiewać na wysokość 1 miliona USD. Natomiast Teixeirowi, Leozowi i nieznanem z nazwiska oskarżonemu (wcześniej wymieniony) postawiono zarzuty za wzięcie łapówki, za którą oddali głos na Katar, który ubiegał się o organizację mistrzostw świata w 2022 roku.
W grudniu 2010 roku, w trakcie tego samego kongresu FIFA, odbyły się wybory kandydatów na gospodarzy mundialów w 2018 i 2022 roku. W akcie oskarżenia nie zostały zidentyfikowane osoby, które miały dokonać wręczenia łapówek. Mieli być oni przedstawicielami rosyjskiej i katarskiej kandydatury.
Trynidadczykowi Jackowi Warnerowi groziła ekstradycja do Stanów Zjednoczonych. Z kolei zarówno Ricardo Teixeirę, jak i Rafaela Salguero FIFA dożywotnio pozbawiła możliwości jakiejkolwiek działalności w obszarze piłki nożnej. Teixeira odpowiadał za nieprawidłowości, do których doszło między 2006 a 2012 rokiem. W 2019 roku, w areszcie domowym w Paragwaju, zmarł Nicolás Leoz.

### Stanowisko Rosji
Według rzecznika prasowego Kremla, Dmitrija Pieskowa, Rosja uzyskała prawo do organizacji piłkarskich mistrzostw świata w sposób całkowicie legalny. W podobnym tonie wypowiedział się były szef komitetu organizacyjnego mundialu, Aleksiej Sorokin.